# Leapmotor C16
Leapmotor C16 egy prémium kategóriás, akkumulátoros elektromos, SUV autótípus, amelyet a Leapmotor márkanév alatt gyártanak 2024-től.

## A modell története és leírása

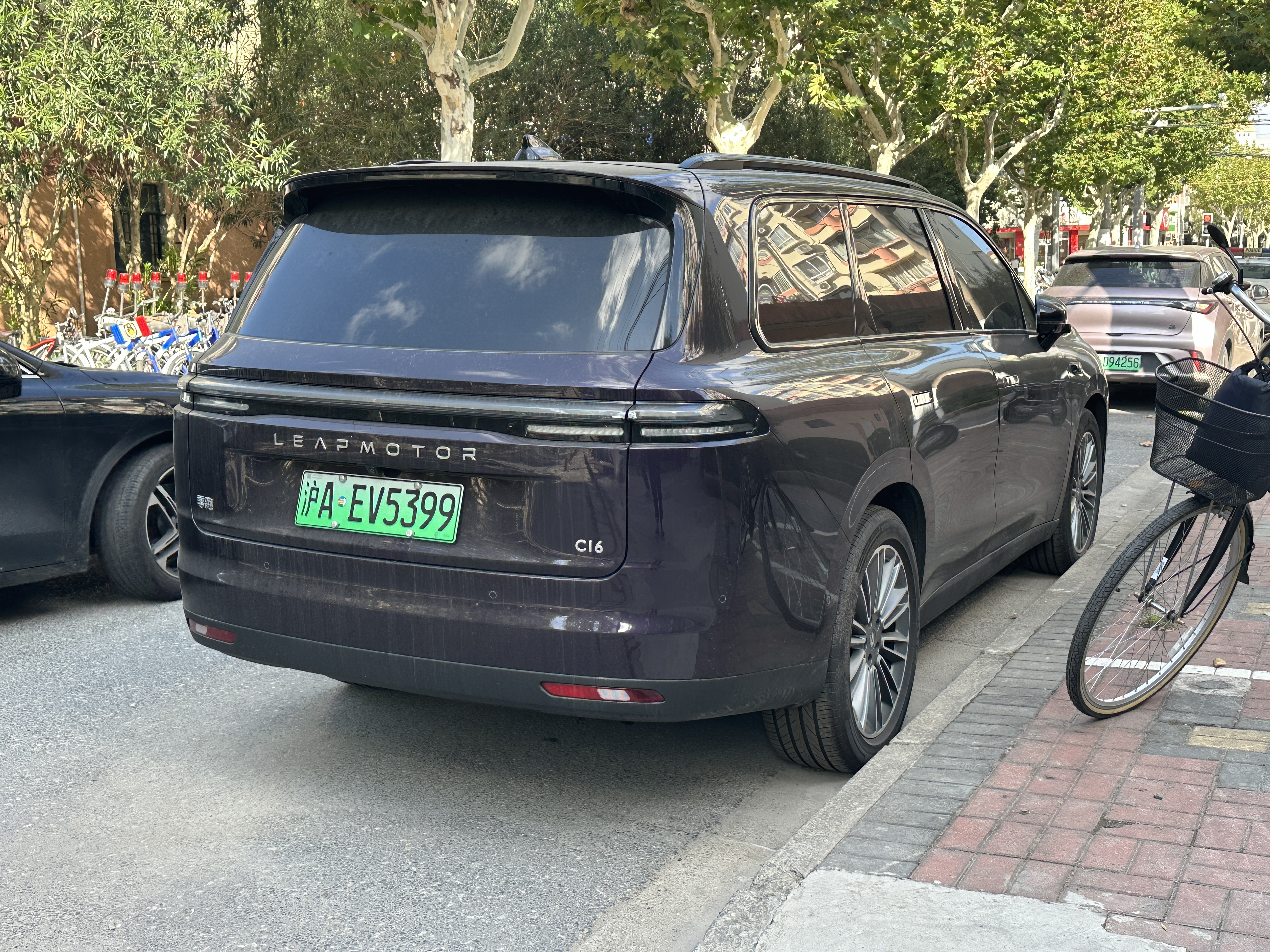
Hátulnézetbők

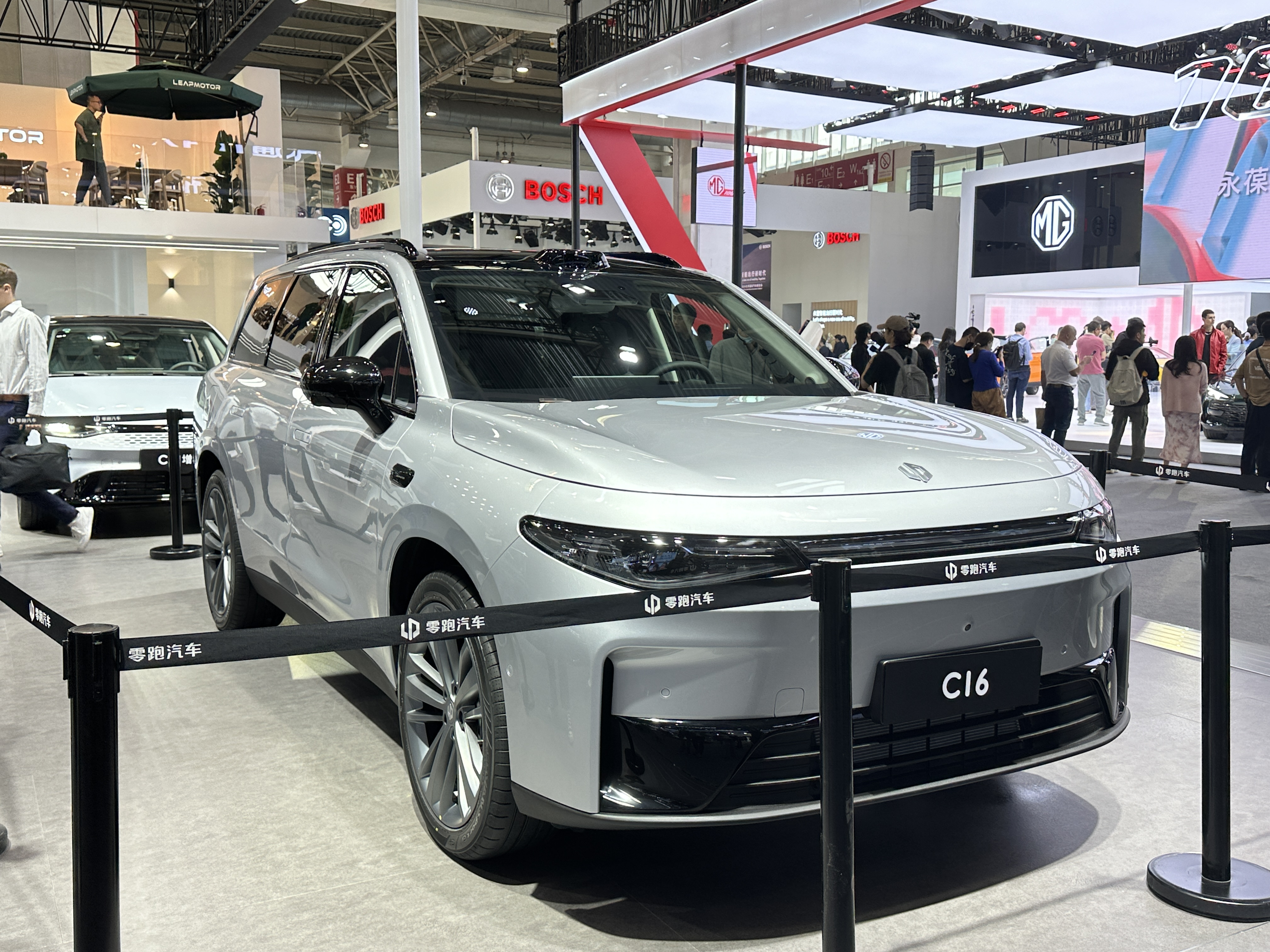
A Leapmotor C16 a premieren

2024 áprilisában, a pekingi nemzetközi autószalonon került sor a harmadik, legnagyobb SUV premierjére – a Leapmotor kínálata pedig a válasz többek között Li Auto termékekhez. A C16 az egy évvel korábban bemutatott Leapmotor C10 modell felnagyított változataként készült, megosztva vele a karosszéria elülső részének jellegzetes szögletes arányait és stílusát. A különbségért a C16 hosszabb tengelytávot, hosszabb karosszériát és formásabb hátsó karosszériát kapott.
Az utastér minimalista esztétikája domináns könnyű befejező anyagokkal, beleértve a 14,6 hüvelykes érintőképernyős multimédiás rendszert a műszerfal közepén. Emellett a vezető előtt egy digitális órákkal ellátott kijelző kapott helyet, míg a hátsó ülésen ülők számára egy 15,6 col átmérőjű, lehajtható képernyő. A gyártó 21 hangszórós audiorendszert is alkalmazott, a szögletes utaskabin 2+2+2 üléses elrendezésben akár 6 utas szállítását is lehetővé tette.

### Értékesítés
A C10-hez hasonlóan a Leapmotor C16 is a globális piacokat célzó modellként jött létre. Először a 2024. áprilisi pekingi bemutatót követően közvetlenül a belső kínai piacon indult az értékesítés, és az első 24 órán belül 12 000 vásárlóra találtak.

### Műszaki adatok
A Leapmotor C10-et 288 LE-s villanymotor hajtja, maximális sebessége 160 km/óra, a 67 kWh-s akkumulátor pedig 520 kilométeres hatótávolságot tesz lehetővé a CLTC mérési eljárás szerint.

## Fordítás
Ez a szócikk részben vagy egészben  a   Leapmotor C16 című lengyel Wikipédia-szócikk ezen változatának fordításán alapul.  Az eredeti cikk szerkesztőit annak laptörténete sorolja fel. Ez a jelzés csupán a megfogalmazás eredetét és a szerzői jogokat jelzi, nem szolgál a cikkben szereplő információk forrásmegjelöléseként.